# Vance Plauche
Vance Gabriel Plauche (* 25. August 1897 in Plaucheville, Avoyelles Parish, Louisiana; † 2. April 1976 in Lake Charles, Louisiana) war ein US-amerikanischer Politiker. Zwischen 1941 und 1943 vertrat er den Bundesstaat Louisiana im US-Repräsentantenhaus.

## Werdegang
Vance Plauche besuchte sowohl private als auch öffentliche Schulen. Bis zum Jahr 1914 war er am St. Francis Xaviers College. Danach studierte er bis 1918 an der Loyola University in New Orleans. Am Ende des Ersten Weltkrieges war er für kurze Zeit als Soldat in einem Krankenhaus in Italien eingesetzt. Nach einem  Jurastudium und seiner im Jahr 1918 erfolgten Zulassung als Rechtsanwalt begann er in Lake Charles in seinem neuen Beruf zu arbeiten. Zwischen 1928 und 1932 war er dort städtischer Anwalt. In den Jahren 1933 bis 1935 fungierte er als Bezirksberater der Home Owners’ Loan Corporation. Im Jahr 1940 war er Mitglied in der Civil Service Commission des Staates Louisiana, die sich mit Belangen des öffentlichen Dienstes befasste.
Politisch war Plauche Mitglied der Demokratischen Partei. Im Jahr 1940 war er Delegierter auf deren regionalem Parteitag in Louisiana. Bei den Kongresswahlen des Jahres 1940 wurde Plauche im siebten Wahlbezirk seines Staates in das US-Repräsentantenhaus in Washington, D.C. gewählt, wo er am 3. Januar 1941 die Nachfolge von René L. De Rouen antrat. Da er 1942 nicht erneut kandidierte, konnte er bis zum 3. Januar 1943 nur eine Legislaturperiode im Kongress absolvieren, die von den Ereignissen des Zweiten Weltkriegs bestimmt war.
Nach seinem Ausscheiden aus dem US-Repräsentantenhaus arbeitete Vance Plauche wieder als Rechtsanwalt in einer großen Kanzlei, an der er beteiligt war. Er war Mitglied der American Bar Association und einiger Veteranenorganisationen. Plauche starb am 2. April 1976 in Lake Charles. Seit 1923 war er mit Marie Amire Bush verheiratet. Aus der Ehe entstammt ein 1924 geborener Sohn, Vance William Plauche, der sich 1968 als Republikaner um den ehemaligen Sitz seines Vaters im Kongress bewarb, mit nur 15 Prozent der Stimmen aber deutlich dem demokratischen Amtsinhaber Edwin Edwards unterlag.